# سرای مشیر
سرای مشیر، یا سرای گلشن از بازارهای قدیمی شیراز از دوره قاجاریه است. این بازار که در ۱۳۴۶ مرمت شده در جنوب شرقی بازار وکیل و در مجاورت خروجی آن قرار دارد و از سمت جنوب به اردوبازار متصل می‌گردد. به دلیل نزدیکی آن به بازار وکیل و همچنین شباهت‌های معماری، ممکن است این دو بازار با هم اشتباه گرفته شوند.
بازار یک بنای هشتی دارد که بازار مشیر را به بازار نو مشیر متصل می‌کند.

## مشخصات

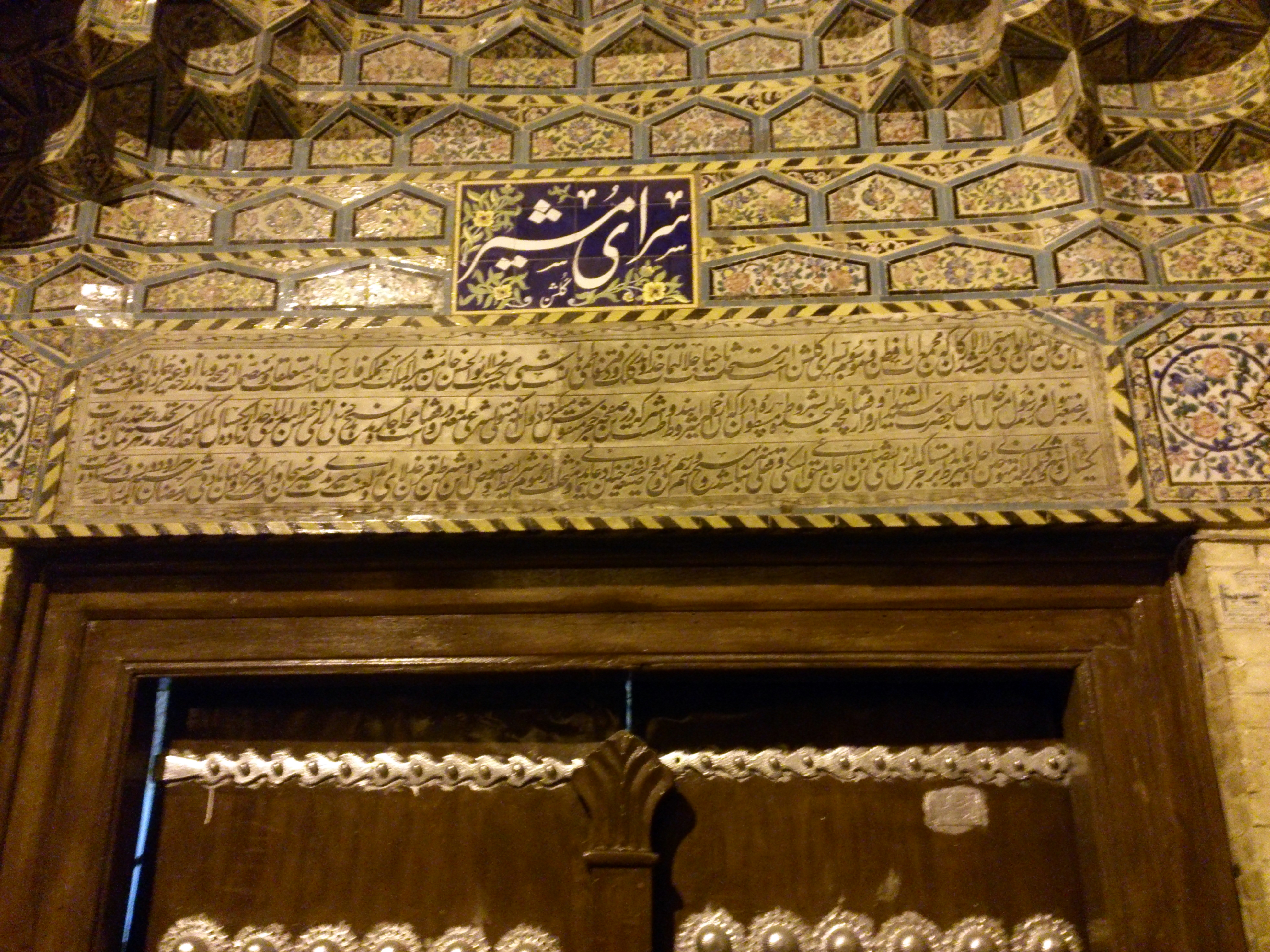
سردر اصلی بازار که کتیبه انتساب، مکان و زمان ساخت و شرایط وقف‌شدن در آن درج شده‌است.

بازار مشیر از شمال به جنوب کشیده شده تا به اردوبازار می‌رسد و از نظر معماری شبیه به بازار وکیل اما از آن کوچکتر است؛ از دو بخش شمالی و جنوبی تشکیل شده که توسط چهار سوق وسیعی به یکدیگر مرتبط می‌شوند. چهار سوق پوشش گنبدی مرتفعی دارد که در راس آن بادگیر بزرگی قرار دارد. ورودی بازار از طرف چهار سوق است. قسمت شمالی بازار ۶ زوج مغازه قرار دارد که یکی از آن‌ها اختصاص به ورودی بازار از طرف سرای مشیر دارد. بازار در قسمت جنوبی از طریق دالانی به اردوبازار متصل می‌شود. سردر ورودی آن از طرف اردوبازار تزئینات کاشی‌کاری زیبایی دارد.

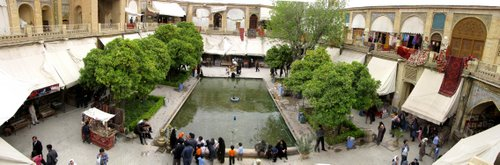
محوطه حیاط بازار

دالان نیز کوتاه و دارای کف سنگفرش و پوشش عرق چینی است. این بازار دارای مختصر تزئینات کاشی‌کاری و با طاق‌های ضربی سقف شده‌است. از طرف شمال نیز توسط دالانی به سرای مشیر مرتبط می‌شود. این سرا دارای سردری مرتفع و زیبا با تزئینات کاشی‌کاری و مقرنسکاری است. بر بالای ورودی لوح مرمری قرار دارد که روی آن تاریخ ساخت، بانی و چگونگی وقف بنا حک شده‌است.

## احداث و بهره‌برداری
سرای مشیر در دوره قاجاریه توسط میرزا ابوالحسن خان مشیرالملک بنا شده‌است. این بنا در سال ۱۳۴۷ هجری شمسی با شماره ۴۲۴ در سازمان میراث فرهنگی به ثبت رسیده‌است و قسمتهایی از آن در دوره پهلوی مرمت شده‌است. چون کاشی‌کاری‌های زیبا و ریزه‌کاری‌های چوبی و شیشه‌های الوان درک‌های آن رو به انهدام بود، در سال ۱۳۴۸ تحت تعمیر و مرمت قرار گرفت. درک‌های فرسوده و شکستهٔ آن نوسازی گردید و حوضخانهٔ آن هم که از حیث کاشیکاری و مقرنس‌کاری بی‌نظیر است به شکل چایخانه درآمد و اتاق‌های آن برای نمایش هنرهای دستی و محلی فارس اختصاص یافت و به «سرای هنر» معروف شد. این بنا بر چیزی که بر کتیبه آن درج گردید توسط ابوالحسن خان مشیر الملک وقف امام پنجم شیعیان شده‌است و به همین دلیل از پیش از انقلاب تاکنون مدیریت و امتیاز بهره‌برداری از آن در دست سازمان حج و اوقاف بوده‌است. سازمان اوقاف که ملکیت بنا را بر عهده دارد حجره‌ها را به شکل سرقفلی به مالکان فعلی تحویل داده‌است و ماهیانه از آن‌ها اجاره بهای ملک را دریافت می‌کند. این محل هم‌اکنون یکی از مهم‌ترین مراکز عرضه صنایع دستی در کلانشهر شیراز است. این بازار در تاریخ ۲۸/۵/۱۳۴۷باشماره ۴۲۴در فهرست آثار ملی به ثبت رسیده‌است.

## مشخصات بنای هشتی

بنای هشتی در ورودی چوبی بزرگ، کفی پوشیده از قلوه‌سنگ و حیاطی بزرگی در وسط دارد که درختان نارنج و حوضی بزرگ در وسط آن به‌چشم می‌خورد. هشتی سقفی مرتفع دارد که برفراز آن گنبد کم خیز نسبتاً بزرگی وجود دارد و روی آن یک بادگیر چند وجهی مشاهده می‌شود.
در این هشتی چهار حجره وجود دارد که به فاصله دو پله از سطح زمین قرار گرفته‌است. این هشتی را در اصطلاح چهار سوق یا چهار سو می‌نامند. علت این نام‌گذاری این است که چهار وجه از این هشتی را حجره‌ها اشغال نموده‌اند و چهار وجه دیگر محل عبور بازدیدکنندگان و رهگذران است.
برفراز این حجره منبت کاری دیده می‌شود. هم‌اکنون بالای سر در ورودی اصلی سرای مشیر یا سرای گلشن سنگی نصب شده‌است که متن وقف نامه را بر روی آن نوشته‌اند و تاریخ آن رمضان سال ۱۲۸۸ هجری قمری را نشان می‌دهد. سر در ورودی سرا با مقرنس و کاشی تزئین یافته‌است؛ و در سقف دالان هشتی آن نیز مقداری کاشی معرق به کار رفته‌است. در محوطه سرای مشیر در چهار ضلع، حجره‌هایی در دو طبقه ساخته شده‌است. در این بنا کلیه سقفها به شکل طاق ضربی و بدون به کار بردن الوار ساخته شده‌اند که در نوع خود جالب توجه است.

## سایر مشخصات
سردر ورودی ضلع جنوبی بازار پس از اردوبازار کاشیکاری شده‌است. در آنجا کتیبه‌ای وجود دارد؛ که بر روی آن نوشته این بازار نو مشیر در سال ۱۳۷۱هجری تکمیل و افتتاح شد.
موقوفه مرحومه سلطان الحاجیه و معدل الملک، این ضلع دارای دالانی است که سنگ‌فرش شده‌است. سقف دالان نیز دارای عرق چین ساده‌ای است؛ که در چهار گوش آن ترنج‌هایی آجرکاری شده‌است. در پیشانی سر در نیز دو لچکی از کاشی هفت رنگ وجود دارد.
همچنین تصویری از خسرو و شیرین وتصویر دیگر یوسف و زلیخا در این ضلع یا فت می‌شود. در این راسته ۱۰ طاق نما وجود دارد. بر سردر راسته شمالی بازار نیز کتیبه‌ای است که در آن نوشته شده‌است. ضلع شرقی بازار شمالی دارای شش حجره و ضلع غربی دارای پنج حجره است.
درمیان جرز مغازه‌های طاقچه‌ای کوچک برجسته برای چراغ‌های پیه‌سوز وجود دارد در ابتدای بازار یک آب‌نمای کوچک هشت ضلعی دیده می‌شود. در این بازار انواع صنایع دستی وهنری یافت می‌شود. این بازار بادری به سبک قدیم از هشتی مذکور جدا می‌شود.

## نگارخانه

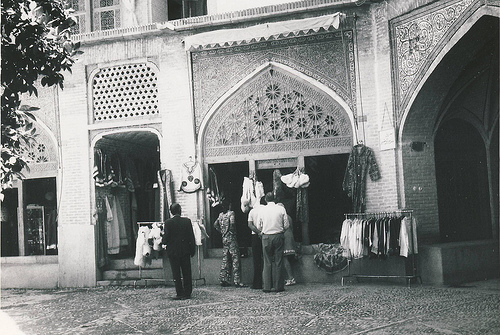
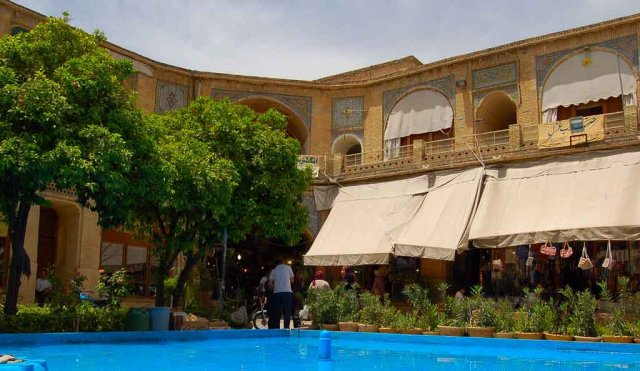
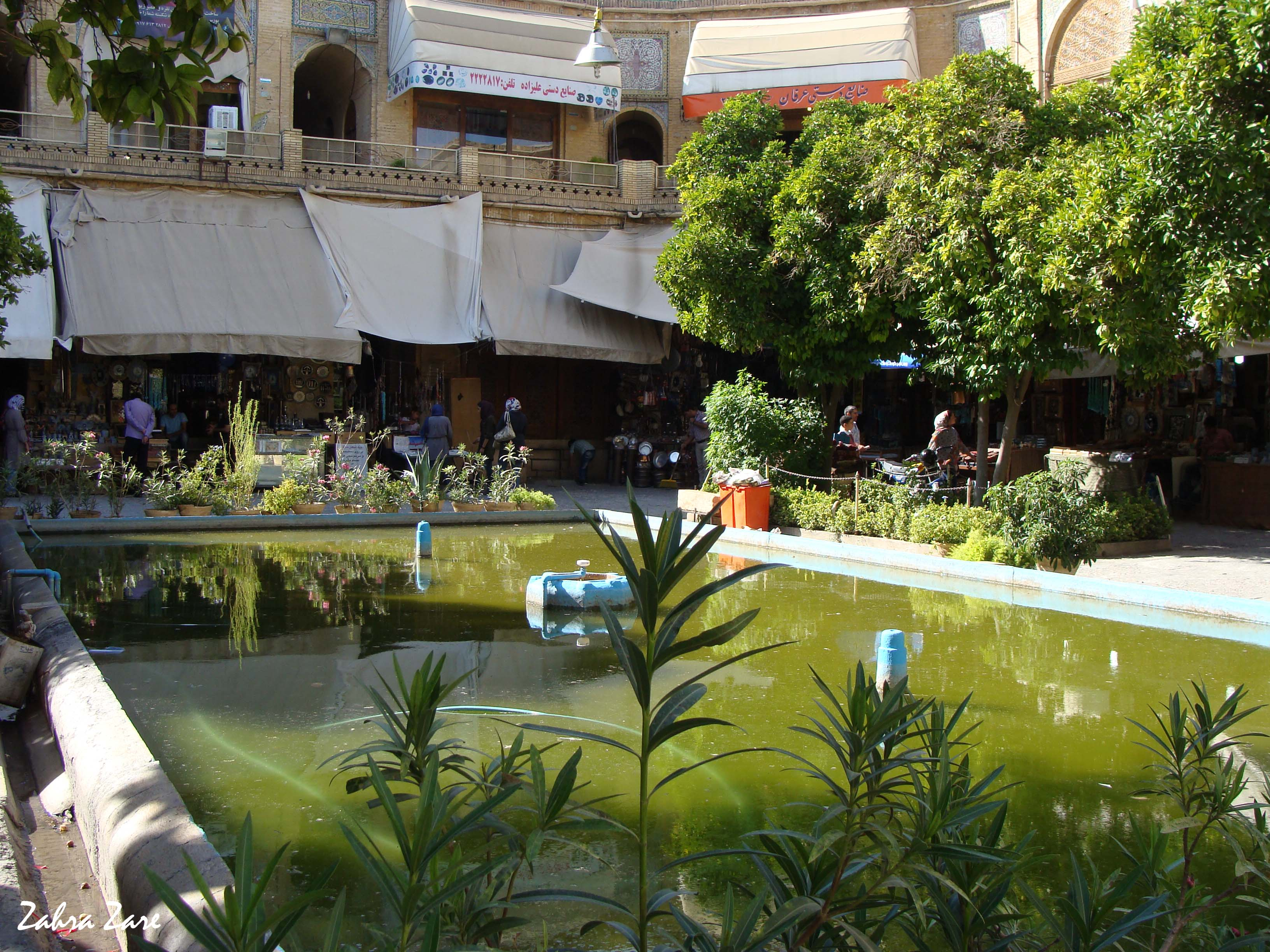
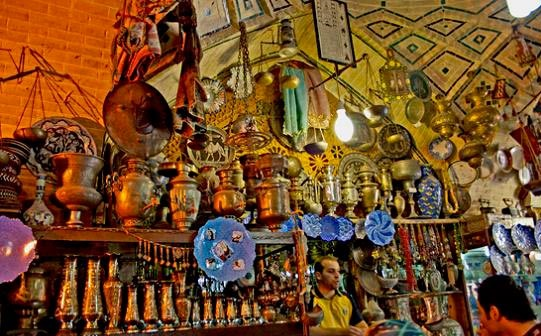
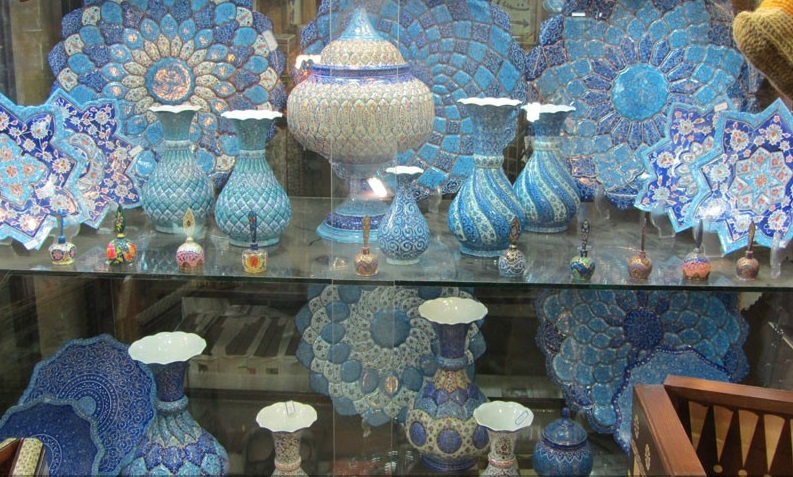
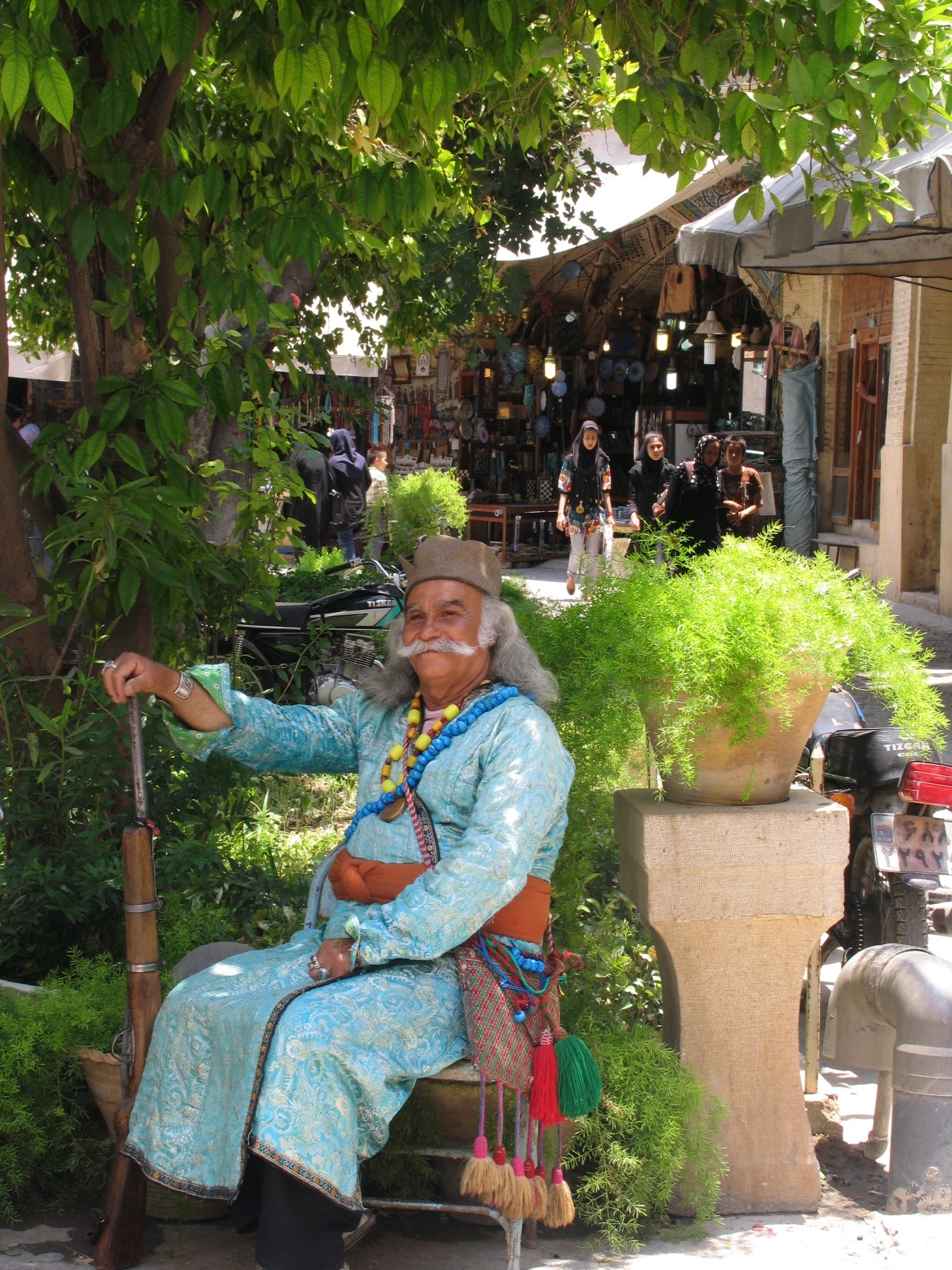
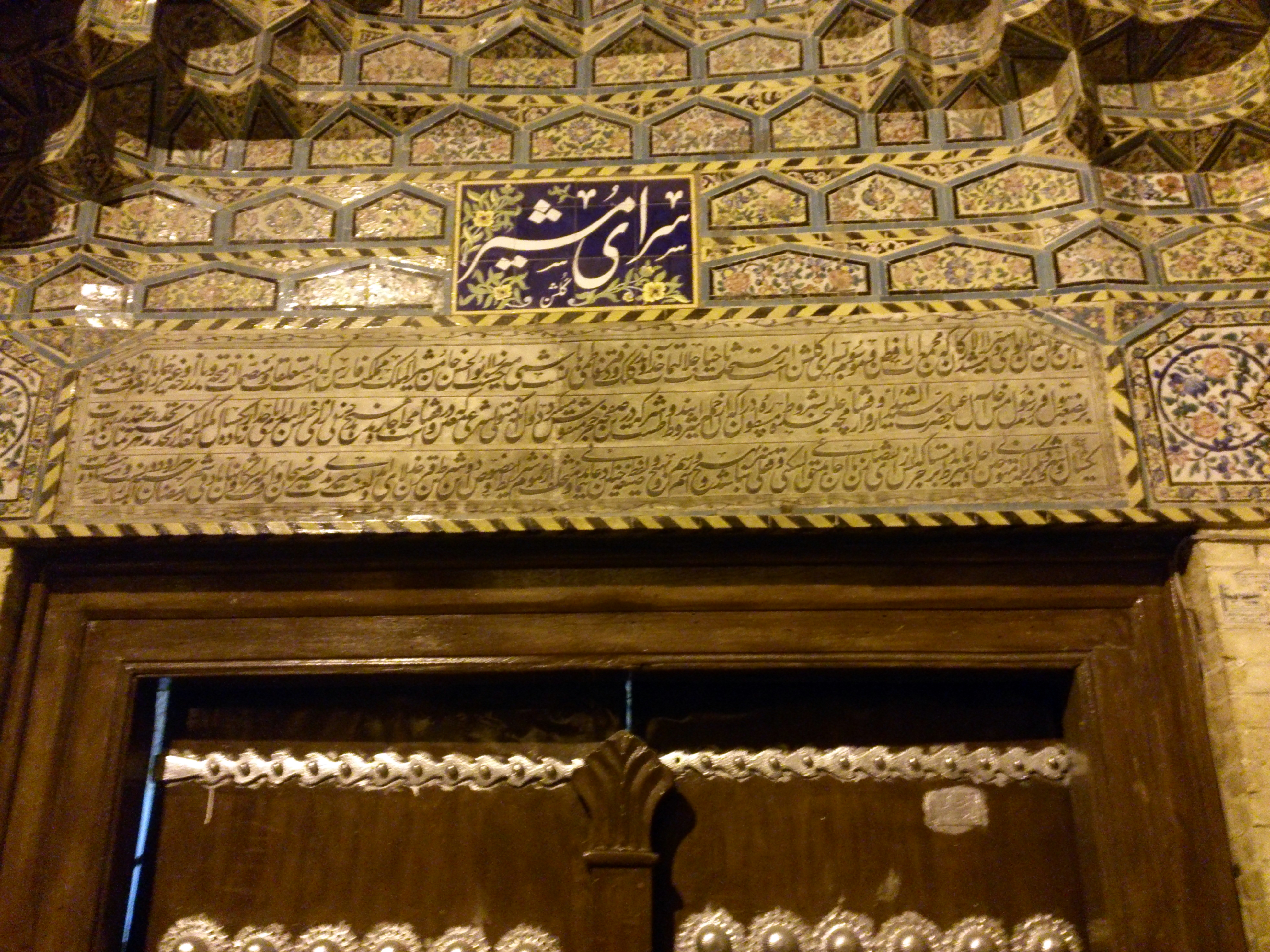
کتیبه سردر
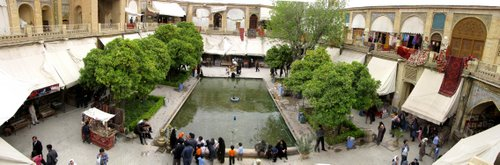
محوطه حیاط بازار
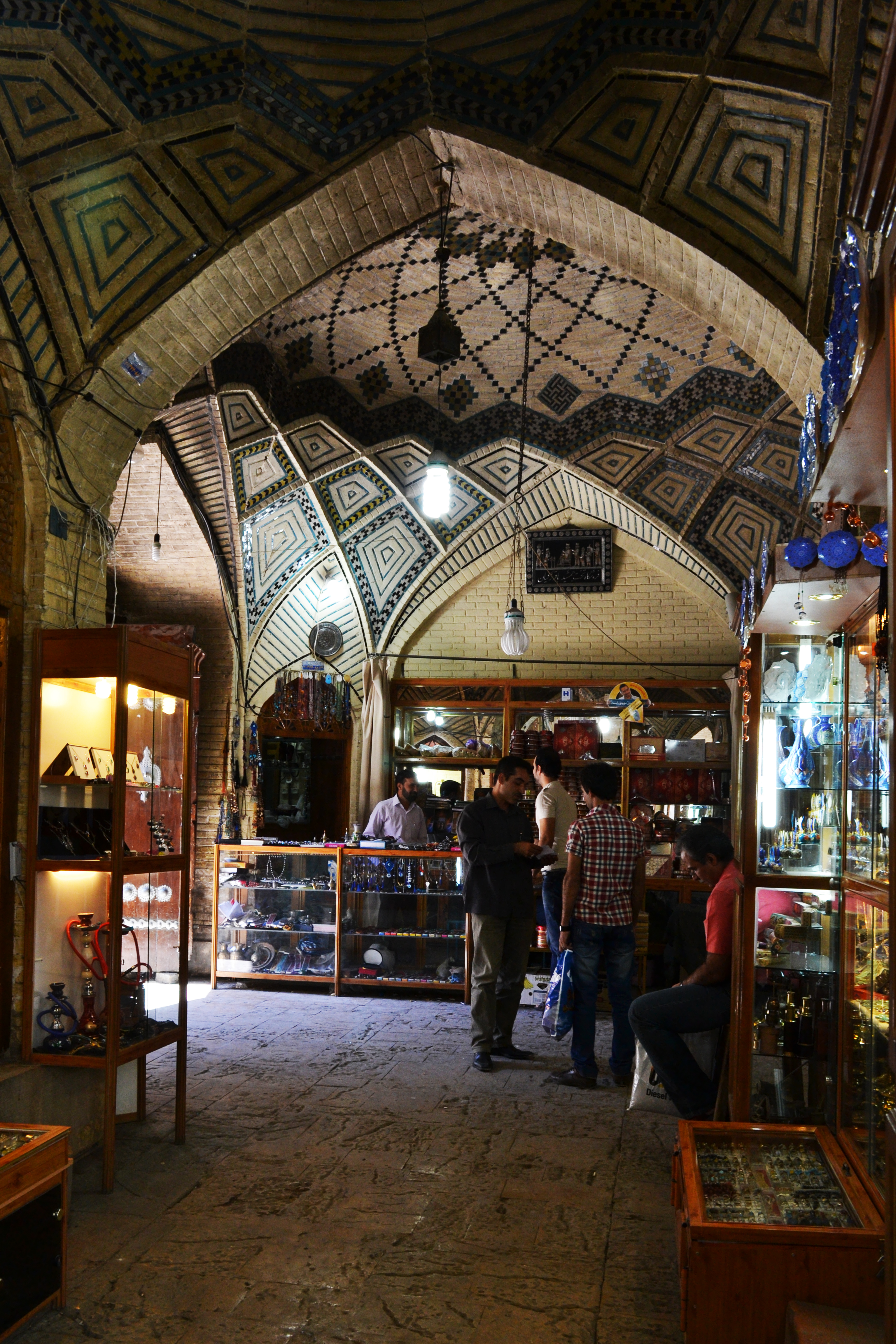
ورودی سرای مشیر
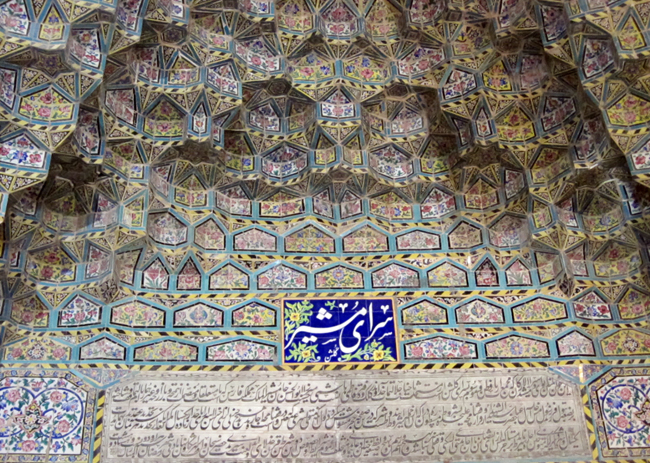
سردر